# Aneta Poniszewska-Marańda
Aneta Karolina Poniszewska-Marańda – doktor habilitowana inżynier nauk technicznych oraz informatyk. Jest ekspertką w dziedzinie inżynierii oprogramowania, bezpieczeństwa systemów informatycznych, systemów agentowych. Uzyskała stopień doktora w 2003 roku na Politechnice Śląskiej oraz na Universite d'Artois we Francji, a w 2014 zdobyła habilitację na Politechnice Częstochowskiej. Pełni funkcję profesor uczelni w Instytucie Informatyki Politechniki Łódzkiej.